# Фьодор Девел
Фьодор Данилович Девел (на руски: Фёдор Данилович Девель) е руски офицер, генерал-лейтенант. Участник в Руско-турската война (1877 – 1878).

## Биография
Фьодор Девел е роден на 12 април 1818 г. в Санктпетербургска губерния в семейството на потомствен дворянин. Посвещава се на военното поприще. Учи в Николаевското инженерно училище. Постъпва като юнкер в Лейбгвардейския кирасирски полк (1836). Военно образование завършва със специалност сапьор с производство в първо офицерско звание прапорщик (1838). Служи последователно във 2-ри сапьорен батальон, 4-ти сапьорен батальон и 2-ри Кавказки сапьорен батальон.
Участва в Кавказката война. Отличава се при щурма на крепостта Закатали. По време на Кримската война (1853 – 1856) е с военно звание капитан. Бие се храбро при река Чомак. След края на войната е комисар по връщането на турците на крепостта Карс.
Преминава на служба в пехотата. Служи в 81-ви Алшеронски пехотен полк, командир на 83-ти Самурски пехотен полк. Участва в Дагестанската война. Награден е с Орден „Свети Георги“ IV ст. През 1865 г. е Повишен във военно звание генерал-майор с назначение за командир на 38-а пехотна дивизия от 1865 г. и генерал-лейтенант сназначение за командир на 39-а пехотна дивизия (1875).
Участва в Руско-турската война (1877 – 1878). Служи на Кавказкия фронт. Командир на Ахалцинския отряд от 9,5 батальона, 12 сотни и 24 оръдия, усилен в хода на войната до 13 477 офицери и войници и 36 оръдия. Отличава се при превземането на Ардахан. Награден е с Орден „Свети Георги“ III ст. Сражава се храбро при решителните за хода на войната битки при Карс, Аладжа и Деве бойня. Генерал-лейтенант Фьодор Девел е от руските командири, които изнасят главната тежест на войната на Кавказкия фронт.
След войната служи като командир на 1-ви Кавказки армейски корпус. Член е на Александровския комитет на ранените. Награден е със значимото военно отличие Орден „Свети Александър Невски“ (1883).
Автор е на военно-историческия труд „Взятие крепости Ардаган в 1877 г.“